# Blaesoxipha acridiophagoides
Blaesoxipha acridiophagoides is een vliegensoort uit de familie van de dambordvliegen (Sarcophagidae). De wetenschappelijke naam van de soort is voor het eerst geldig gepubliceerd in 1951 door Lopes and Downs.